# Deep Learning Super Sampling
Deep Learning Super Sampling (DLSS), auch AI super resolution, ist eine von Nvidia entwickelte Echtzeit-Upscaling-Technologie für Computerspiele. Dabei wird das Bild in einer geringeren Auflösung berechnet und anschließend mithilfe von KI-Algorithmen auf die eingestellte Auflösung hochskaliert. Mit dieser Technologie sollen deutlich mehr Bilder pro Sekunde (fps) bei nahezu gleichbleibender Bildqualität erreicht werden. Da DLSS auch ein KI-gestützes Anti-Aliasing-Verfahren anwendet (DLAA), kann die wahrgenommene Bildqualität bei Verwendung von DLSS je nach Spiel und Qualitätsstufe sogar höher ausfallen als bei nativ gerenderter Auflösung.

## Geschichte
DLSS wird seit 2018 von Spielen unterstützt. Eine neue, verbesserte Version namens DLSS 2.0 wurde erstmals 2020 bei einigen Spielen eingeführt. Diese Weiterentwicklung soll für höhere Bildraten sorgen und besser aussehen. Laut Nvidia sei die Bildqualität bei DLSS 2.0 mit der von nativ gerenderten Auflösungen vergleichbar. Ein Deep Neural Network wird dabei mithilfe eines neuronalen Grafik-Frameworks von Nvidia namens NGX mit Spielszenen trainiert, die von einem Supercomputer offline gerendert werden. Die KI greift dann auf diese Daten zurück, um Bilder hochzuskalieren.
Nvidias Konkurrent AMD verkündete, dass ab dem 22. Juni 2021 eine ähnliche KI-basierte Upscaling-Technologie namens FidelityFX Super Resolution (FSR) als GPUOpen-Technologie für Grafikkarten der RX-6000-, RX-5000-, RX-500- und Vega-Serie verfügbar sein soll. Zu Beginn sollen 10 Spiele und Spiel-Engines diese Funktion unterstützen.
Da die Technologie von AMD im Gegensatz zu Nvidias DLSS auf Open Source basiert, ist sie auch mit GeForce-Grafikkarten von Nvidia kompatibel.
Auf dem Architecture Day 2021 kündigte Intel eine ähnliche Anti-Aliasing-Technologie namens Xe Super Sampling, kurz XeSS, an, die ebenso Open-Source-basiert ist, um ihre Verbreitung zu fördern.
2022 stellte Nvidia auf ihrer GPU Technology Conference die nächste Iteration namens DLSS 3 vor, die erstmals KI-gestützte Bewegungsinterpolation unterstützt, welche die fps bis zu vervierfachen soll. Dabei wird mittels des Optical Flow Accelerators (OFA) zwischen zwei nativ gerenderten Bildern jeweils ein KI-generiertes Bild erzeugt. Diese als Frame Generation bezeichnete Funktion in DLSS 3 ist optional. Sie benötigt den überarbeiteten OFA in GPUs mit der Mikroarchitektur Ada Lovelace.
Auf der Gamescom 2023 stellte Nvidia schließlich DLSS 3.5 vor, welches die Funktion Ray Reconstruction unterstützt, die Beleuchtungseffekte mit Raytracing detaillierter aussehen lassen und dabei eine höhere Performance bieten soll. Dabei werden für jeden Frame zunächst Materialien und Geometrie gerendert, danach die Beleuchtung mittels Raytracing berechnet und das daraus entstandene Bild anschließend hochskaliert. Das Feature ist für alle RTX-Grafikkarten von Nvidia verfügbar.
Auf der CES 2025 stellte Nvidia DLSS 4 vor, das neben einem überarbeiteten nun Transformer- statt Convolutional-Neural-Network-basierten KI-Modell, welches für bessere Bildqualität sorgen soll, auch Multi Frame Generation (MFG) einführt, bei dem zwischen nativ gerenderten Bildern bis zu drei KI-erzeugte Zwischenbilder generiert werden können. MFG soll zu Beginn in 75 Spielen unterstützt werden und ist ein exklusives Feature der Grafikkarten der GeForce-50er-Reihe. Das neue Transformer-KI-Modell wird hingegen von allen RTX-Grafikkarten unterstützt, ist optional und soll etwa 10 % mehr Rechenleistung benötigen.
Im Mai 2025 teilte Nvidia mit, dass inzwischen 125 Spiele Multi Frame Generation unterstützen.

## Qualitätsstufen
Nutzern stehen bei der Verwendung von DLSS neben der häufig verfügbaren Option, die intern gerenderte, hochzuskallierende Auflösung selbst festzulegen, verschiedene Qualitäts-Voreinstellungen zur Verfügung:
| Qualitätsstufe                                                          | Skalierungsfaktor | Renderskalierung |
| ----------------------------------------------------------------------- | --- | --- |
| Ultra-Qualität (in Unreal Engine 4 integriert); in Spielen DLAA genannt | 1x | 100% |
| Qualität                                                                | 1.50x | 66.7% |
| Ausgeglichen                                                            | 1.72x | 58.0% |
| Leistung                                                                | 2.00x | 50.0% |
| Ultra-Leistung; nur für Auflösungen ab 8K empfohlen                     | 3.00x | 33.3% |
| Automatisch                                                             | Gerenderte Auflösung passt sich in Echtzeit dynamisch an, um vom Nutzer festgelegte FPS-Zielwerte (z. B. 144 fps bei 144-Hz-Monitor) zu erreichen. | Gerenderte Auflösung passt sich in Echtzeit dynamisch an, um vom Nutzer festgelegte FPS-Zielwerte (z. B. 144 fps bei 144-Hz-Monitor) zu erreichen. |

## Bekannte Spiele
Laut Nvidia unterstützen Stand Januar 2025 über 540 Spiele und Anwendungen DLSS, darunter die folgenden:
- Atomic Heart
- Battlefield V
- Cyberpunk 2077
- Darksiders III
- Dauntless
- Deliver Us The Moon: Fortuna
- Diablo 2 Resurrected (ab Patch 2.3)
- Digital Combat Simulator (ab Version 2.9)
- Doom Eternal
- Fear The Wolves
- Final Fantasy XV: Windows Edition
- Fractured Lands
- Hellblade: Senua’s Sacrifice
- Hitman 2
- Hogwarts Legacy
- Islands of Nyne
- Justice
- JX3
- KINETIK
- Mechwarrior 5: Mercenaries
- Metro Exodus
- Microsoft Flight Simulator
- Minecraft Bedrock Edition
- Outpost Zero
- Overkill's The Walking Dead
- Phantasy Star Online 2: New Genesis
- PlayerUnknown’s Battlegrounds
- Red Dead Redemption 2
- Remnant: From the Ashes
- SCUM
- Serious Sam 4: Planet Badass
- Shadow of the Tomb Raider
- Stormdivers
- The Forge Arena
- Tom Clancy’s Rainbow Six Siege
- We Happy Few

## Kritik
Bei frühen Versionen von DLSS wurde kritisiert, dass die Hochskalierung zu unscharfen Darstellungen führen kann. Dies sei insbesondere bei ohnehin bereits relativ niedrigen Ausgangsauflösungen wie Full HD stark auffällig, da die nativ gerenderte Auflösung dabei je nach ausgewählter Qualitätsstufe weit unter Full HD liegt. Andrew Edelsten, Angestellter bei Nvidias Deep-Learning-Abteilung, nahm deshalb 2019 in einem Blogpost Stellung zur Problematik, versprach, dass man an der Verbesserung der Technologie arbeite, und sprach damals die Empfehlung aus, DLSS ausschließlich bei hohen Auflösungen wie etwa Ultra HD zu verwenden und nur bei weniger als 60 fps, da sonst die Hochskalierung eines Bildes länger dauern kann als dessen eigentliche Berechnung. Dass die Verwendung von DLSS bei niedrigeren Auflösungen zu besonders unscharfen Bildern führt, läge daran, dass dem Algorithmus dabei im Vergleich zu höheren Auflösungen weit weniger Bildinformationen zur Verfügung stehen, um ein angemessenes Bild zu berechnen.
Des Weiteren wurde kritisiert, dass Spielentwickler durch die Implementierung von DLSS in ihre Spiele keinen Anreiz mehr dazu hätten, diese entsprechend zu optimieren, damit sie auch in nativer Auflösung auf aktueller PC-Hardware flüssig laufen. So wird beispielsweise für das Spiel Alan Wake II in Ultra-HD-Auflösung auf höchster Detailstufe mit Raytracing selbst mit aktuellen High-End-Grafikkarten wie der Nvidia GeForce RTX 4080 die Verwendung von DLSS im Performance-Modus empfohlen, um beim Spielen 60 fps zu erreichen.
Darüber hinaus wird bei der Verwendung von Frame Generation kritisiert, dass dies zu Eingabeverzögerungen führen kann, da das KI-berechnete Zwischenbild erst dann generiert werden kann, wenn das darauffolgende Bild bereits gerendert wurde. Außerdem können durch Frame Generation gegebenenfalls vereinzelte visuelle Artefakte auftreten.
Das deutsche Online-Magazin Golem.de urteilte, die Darstellung des mit DLSS 4 neu eingeführten Transformer-basierten KI-Upscaling-Modells sei in Kombination mit Ray Reconstruction „mitunter besser, als sie nativ sein könnte.“ Kritisiert wurden weiterhin sichtbare Artefakte wie eine fehlerhafte Textdarstellung, insbesondere mit Multi Frame Generation.